# برنامج جوينت سترايك فايتر

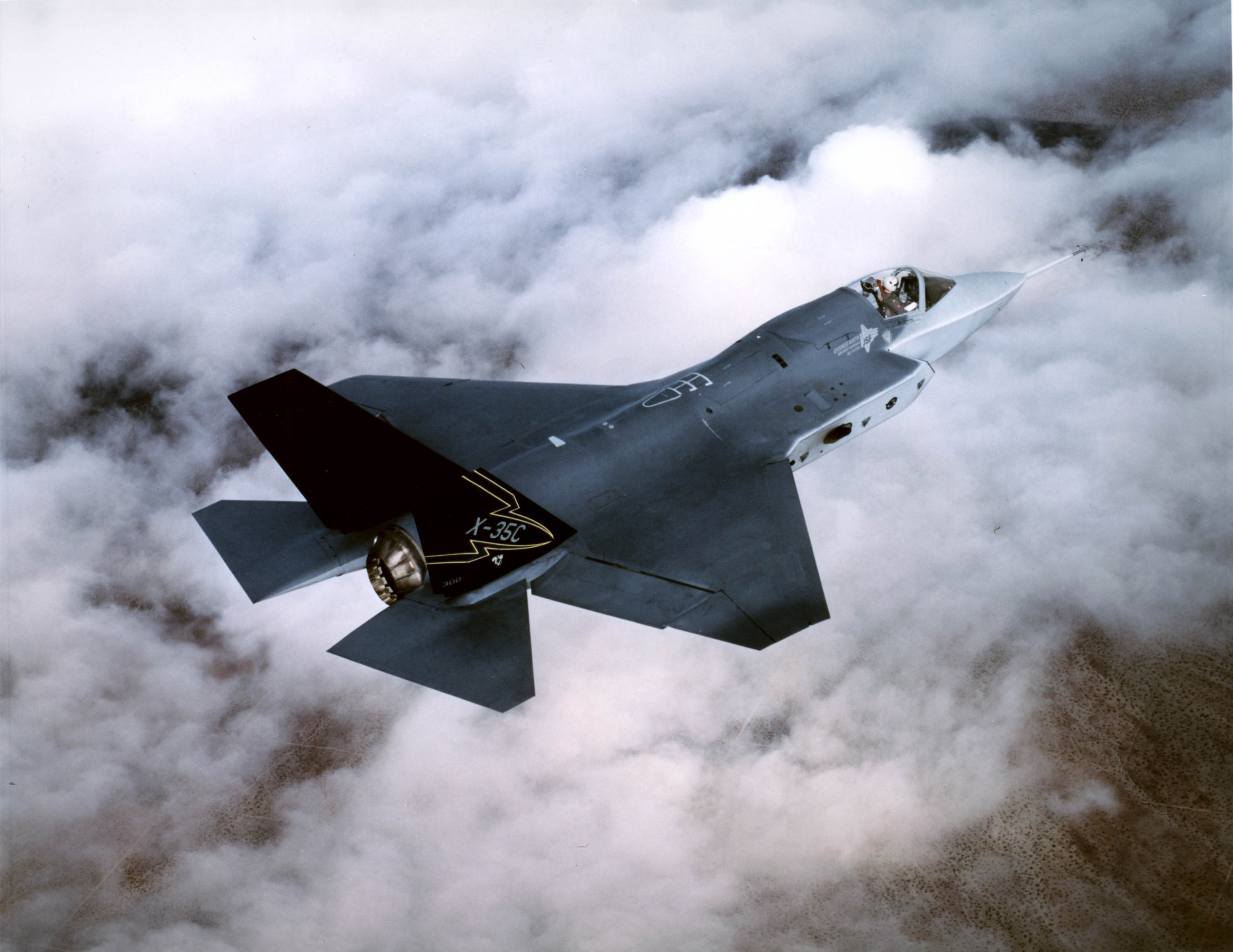
إكس-35 سي

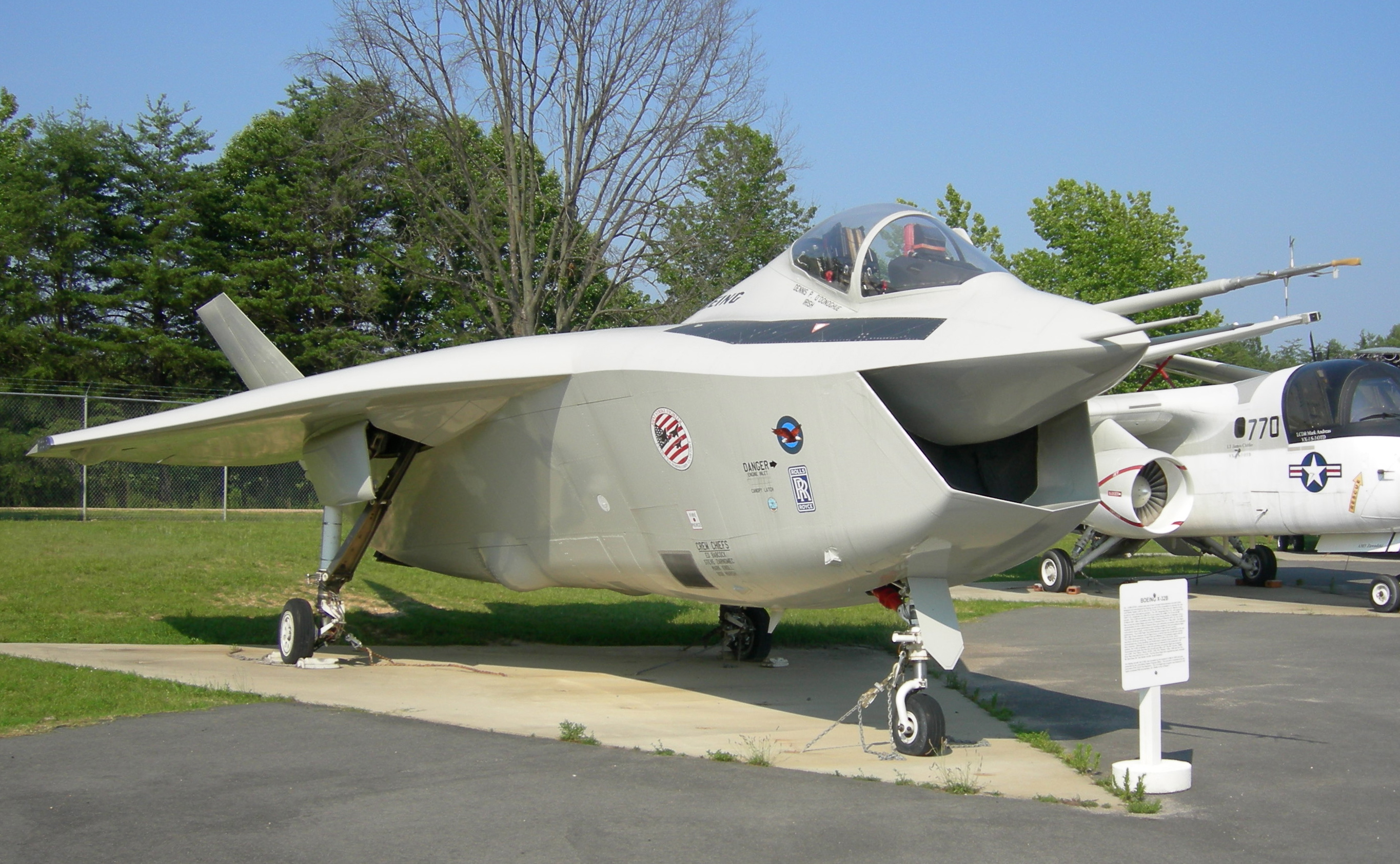
بوينغ إكس-32

جوينت سترايك فايتر (بالإنجليزية: Joint Strike Fighter program)‏ (JSF) هو برنامج لتطوير والاستحواذ، يهدف إلى استبدال مجموعة واسعة من الطائرات القائمة حاليا، وتشمل الطائرات المقاتلة والضاربة وطائرات الهجوم الأرضي في كل من للولايات المتحدة والمملكة المتحدة وكندا وأستراليا وهولندا وحلفائهم.
وبعد منافسة بين طائرة بوينغ إكس-32 وطائرة لوكهيد مارتن إكس-35، تم اختيار التصميم النهائي المستند إلى طائرة إكس-35. والتي أصبحت فيما بعد مقاتلة إف-35 لايتنيغ الثانية، وسوف تحل محل طائرات تكتيكية مختلفة، بما في ذلك طائرات الولايات المتحدة من نوع إف-16 وإيه - 10 وإف/إيه-18 وإيه في-8 بي هارير، والطائرات البريطانية من نوع هارير الثانية (GR7) و (GR9)، والطائرات الكندية من نوع CF-18. ويقدر متوسط التكلفة السنوية المتوقعة لهذا البرنامج 12.5 مليار دولار، مع برنامج تكلفة دورة الحياة يقدر ب 1.1 تريليون دولار.